# Ausztriában történt légi közlekedési balesetek listája
Az Ausztriában történt légi közlekedési balesetek listája az Ausztriában történt halálos áldozattal járó, illetve a kisebb balesetek, meghibásodások miatt történt, gyakran csak az adott légiforgalmi járművet érintő baleseteket is tartalmazza évenkénti bontásban.

## Ausztriában történt légi közlekedési balesetek

### 1989
- 1989. február 23. Constance-tó. Egy Commander AC-90 típusú repülőgép lezuhant. 11 fő életét vesztette a balesetben.[1]

### 2015
- 2015. augusztus 29. Friesach. Egy Pitts S-2B típusú kis repülőgép lezuhant egy helyi légi parádén. A gép pilótája életét vesztette.[2][3]

### 2017
- 2017. május 25., Tirol tartomány, Reutte 14:15. Lezuhant a Flying Bulls Bell TAH 1F Cobra típusú N11FX lajstromjelű helikoptere. A gép pilótája sérülés nélkül megúszta a balesetet.[4][5]